# Dicymbium yaginumai
Dicymbium yaginumai là một loài nhện trong họ Linyphiidae.
Loài này thuộc chi Dicymbium. Dicymbium yaginumai được Kirill Yuryevich Eskov & Yuri M. Marusik miêu tả năm 1994.